# Dollari maledetti
Dollari maledetti (The Bounty Killer) è un film western del 1965 diretto da Spencer Gordon Bennet.

## Trama
Duggan Willie si è trasferito dalla costa occidentale nel selvaggio west in cerca di fortuna. Dopo aver ucciso un bandito e riscosso la taglia decide di diventare un bounty-killer ma in questo modo rischia di diventare un altro uomo e forse perdere l'amore della bella Carole.